# Lomné (Eslováquia)
Lomné é um município da Eslováquia, situado no distrito de Stropkov, na região de Prešov. Tem 7,47 km² de área e sua população em 2018 foi estimada em 235 habitantes.

## Demografia
| Ano:        | 1994 | 2004    | 2014   | 2024   |
| ----------- | ---- | ------- | ------ | ------ |
| Broj ljudi: | 318  | 277     | 253    | 233    |
| Razlika:    |      | -12,89% | -8,66% | -7,90% |

| Ano:               | 2023 | 2024   |
| ------------------ | ---- | ------ |
| Número de pessoas: | 224  | 233    |
| Diferença:         |      | +4,01% |